# ويسبرينغ بينس (كارولاينا الشمالية)
ويسبرينغ بينس (بالإنجليزية: Whispering Pines, North Carolina)‏ هي قرية تقع في الولايات المتحدة في مقاطعة مور، كارولاينا الشمالية. يقدر عدد سكانها بـ 2,928 نسمة ومساحتها 9.5 كم2 وترتفع عن سطح البحر 113 متر.

## التركيبة السكانية
حدّد مكتب تعداد الولايات المتحدة بيانات التركيبة السكانية لويسبرينغ بينس في تعداد الولايات المتحدة. في ما يلي، التركيبة السكانية حسب تعدادي 2000 و2010.

### تعداد عام 2000
بلغ عدد سكان ويسبرينغ بينس 2,090 نسمة بحسب تعداد عام 2000، وبلغ عدد الأسر 970 أسرة وعدد العائلات 770 عائلة مقيمة في القرية. في حين سجلت الكثافة السكانية 186.6 نسمة لكل كيلومتر مربع (483.3/ميل2). وبلغ عدد الوحدات السكنية 1,054 وحدة بمتوسط كثافة قدره 94.1 لكل كيلومتر مربع (243.7/ميل2).
وتوزع التركيب العرقي للقرية بنسبة 97.89% من البيض و1.15% من الأمريكيين الأفارقة و0.24% من الأمريكيين الأصليين و0.33% من الأمريكيين ذوي الأصول الآسيوية و0.10% من سكان جزر المحيط الهادئ و0.05% من الأعراق الأخرى و0.24% من عرقين مختلطين أو أكثر و1.15% من الهسبانيون أو اللاتينيون من أي عرق.
بلغ عدد الأسر 970 أسرة كانت نسبة 15.5% منها لديها أطفال تحت سن الثامنة عشر تعيش معهم، وبلغت نسبة الأزواج القاطنين مع بعضهم البعض 76.7% من أصل المجموع الكلي للأسر، ونسبة 2.4% من الأسر كان لديها معيلات من الإناث دون وجود شريك،  بينما كانت نسبة 0.3% من الأسر لديها معيلون من الذكور دون وجود شريكة وكانت نسبة 20.6% من غير العائلات. تألفت نسبة 19.3% من أصل جميع الأسر من عدة أفراد يعيشون في نفس المنزل ونسبة 13.3% كانت تتألف من شخص يعيش بمفرده يبلغ من العمر 65 عاماً أو أكثر. وبلغ متوسط حجم الأسرة المعيشية 2.15، أما متوسط حجم العائلات فبلغ 2.43.
بلغ العمر الوسطي للسكان 63.2 عاماً. وكانت نسبة 13% من القاطنين تحت سن الثامنة عشر، وكانت نسبة 1.5% بين الثامنة عشر والرابعة والعشرين عاماً، ونسبة 13.9% كانت واقعةً في الفئة العمرية ما بين الخامسة والعشرين والرابعة والأربعين عاماً، ونسبة 25.4% كانت ما بين الخامسة والأربعين والرابعة والستين، ونسبة 46.2% كانت ضمن فئة الخامسة والستين عاماً فما فوق. يوجد لكل 100 أنثى 89.5 ذكر، ويوجد لكل 100 أنثى في الثامنة عشر من عمرها فما فوق 91.4 ذكر.
بلغ متوسط دخل الأسرة في القرية 60,035 دولارًا، أما متوسط دخل العائلة فبلغ 66,587 دولارًا. وكان متوسط دخل الذكور 48,906 دولارًا مقابل 33,750 دولارًا للإناث. وسجل دخل الفرد الخاص بالقرية 33,086 دولارًا. وكانت نسبة 0.5% من العائلات ونسبة 1.2% من السكان تحت خط الفقر، وكان من هؤلاء نسبة 2% تحت سن الثامنة عشر ونسبة 1% في الخامسة والستين من العمر وما فوق.

### تعداد عام 2010
بلغ عدد سكان ويسبرينغ بينس 2,928 نسمة بحسب تعداد عام 2010، وبلغ عدد الأسر 1,257 أسرة وعدد العائلات 960 عائلة مقيمة في القرية. في حين سجلت الكثافة السكانية 261.4 نسمة لكل كيلومتر مربع (677.0/ميل2). وبلغ عدد الوحدات السكنية 1,365 وحدة بمتوسط كثافة قدره 121.9 لكل كيلومتر مربع (315.7/ميل2).
وتوزع التركيب العرقي للقرية بنسبة 95.49% من البيض و1.26% من الأمريكيين الأفارقة و0.20% من الأمريكيين الأصليين و0.99% من الأمريكيين ذوي الأصول الآسيوية و0.10% من سكان جزر المحيط الهادئ و0.61% من الأعراق الأخرى و1.33% من عرقين مختلطين أو أكثر و2.94% من الهسبانيون أو اللاتينيون من أي عرق.
بلغ عدد الأسر 1,257 أسرة كانت نسبة 25.1% منها لديها أطفال تحت سن الثامنة عشر تعيش معهم، وبلغت نسبة الأزواج القاطنين مع بعضهم البعض 68.3% من أصل المجموع الكلي للأسر، ونسبة 5.6% من الأسر كان لديها معيلات من الإناث دون وجود شريك،  بينما كانت نسبة 2.5% من الأسر لديها معيلون من الذكور دون وجود شريكة وكانت نسبة 23.6% من غير العائلات. تألفت نسبة 21.6% من أصل جميع الأسر من عدة أفراد يعيشون في نفس المنزل ونسبة 14.3% كانت تتألف من شخص يعيش بمفرده يبلغ من العمر 65 عاماً أو أكثر. وبلغ متوسط حجم الأسرة المعيشية 2.33، أما متوسط حجم العائلات فبلغ 2.69.
بلغ العمر الوسطي للسكان 52.3 عاماً. وكانت نسبة 20.2% من القاطنين تحت سن الثامنة عشر، وكانت نسبة 2.6% بين الثامنة عشر والرابعة والعشرين عاماً، ونسبة 17.8% كانت واقعةً في الفئة العمرية ما بين الخامسة والعشرين والرابعة والأربعين عاماً، ونسبة 26% كانت ما بين الخامسة والأربعين والرابعة والستين، ونسبة 33.4% كانت ضمن فئة الخامسة والستين عاماً فما فوق. وتوزع التركيب الجنسي للسكان بنسبة 48.6% ذكور و51.4% إناث.